# Marion Koll-Krüsmann
Marion Koll-Krüsmann (* 1963) ist eine deutsche Psychologin, Psychotherapeutin und Hochschullehrerin. Ihr Forschungsschwerpunkt liegt auf dem Gebiet der Psychotraumatologie.

## Leben
Marion Koll-Krüsmann studierte Psychologie mit dem Abschluss Diplom und promovierte in diesem Fach. Sie arbeitet als wissenschaftliche Mitarbeiterin am Department Psychologie der Fakultät Pädagogik und Psychologie der Ludwig-Maximilians-Universität München sowie als Mitarbeiterin der Traumaambulanz dieses Departments.
Seit 1997 ist sie außerdem psychotherapeutisch tätig. Ihre Approbation zur Psychologischen Psychotherapeutin (Verhaltenstherapie) erhielt sie 2003.

### Schwerpunkte der Forschungs- und Praxistätigkeit
- Ätiologie und Therapie traumabedingter Störungen
- Ätiologie und Behandlung von Angststörungen, speziell Agoraphobie und Panikstörungen
- Theorie und Praxis der Gestalttherapie
- Erforschung von psychischer Belastung von Einsatzkräften im Einsatz- und Rettungswesen und Entwicklung eines adaequaten Programms zur effektiven sekundären Prävention einsatzbedingter Belastungsreaktionen (Einsatznachsorge).

## Werke (Auswahl)

### Publikationen in Buchform
- zusammen mit Willi Butollo und Maria Hagl, Leben nach dem Trauma. Über den psychotherapeutischen Umgang mit dem Entsetzen (= Leben lernen, Band 125), München 1998, ISBN 3-7904-0663-5, 2., durch gesehene Auflage, Stuttgart 2002, ISBN 3-608-89600-7.
- zusammen mit Willi Butollo, Maria Hagl, Zivot nakon traume. O psihoterapijskom postupanju sa uzasom, Zenica, BiH, Dom Stampe 2000.
- zusammen mit Willi Butollo, Maria Hagl, Kreativität und Destruktion posttraumatischer Bewältigung. Forschungsergebnisse und Thesen zum Leben nach dem Trauma (= Leben lernen, Band 132), Stuttgart 1999, ISBN 3-608-89678-3, 2., um ein Nachwort erweiterte Auflage, Stuttgart 2003, ISBN 3-608-89723-2.
- zusammen mit Andreas Müller-Cyran, Trauma und frühe Intervention. Möglichkeiten und Grenzen von Krisenintervention und Notfallpsychologie (= Leben lernen, Band 182), Stuttgart 2005, ISBN 3-608-89008-4.
- Brigitte Lueger-Schuster (Hrsg.), Marion Krüsmann (Hrsg.), Katharina Purtscher (Hrsg.), Psychosoziale Hilfe bei Katastrophen und komplexen Schadenslagen, Lessons learned, Wien/New York 2006, ISBN 978-3-211-29130-6.
- Marion Silvia Krüsmann, Belastung und Bewältigung im Kontext ehrenamtlicher Tätigkeit : prospektive Evaluation primärer und sekundärer Maßnahmen zur Prävention einsatzbedingter posttraumatischer Belastung (Mikrofiche-Ausgabe), München 2006, (Hochschulschrift München, Univ., Diss., 2007)

### Beiträge in Sammelwerken
- zusammen mit Willi Butollo, Markos Maragkos, A. Wentzel, Verhaltens- und Gestalttherapie bei Angststörungen, in: Ch. Mundt (Hrsg.), M. Linden (Hrsg.), W. Barnett (Hrsg.), Psychotherapie in der Psychiatrie, Wien, New York 1997, S. 167–172.
- zusammen mit Willi Butollo, Ch. Kelwing, Markos Maragkos, A. Wentzel, Integration verschiedener psychotherapeutischer Ansätze bei Angststörungen. Gestalt- und Verhaltenstherapie, in: P. Hofmann (Hrsg.), M. Lux (Hrsg.), Ch. Probst (Hrsg.), M. Steinbauer (Hrsg.), J. Taucher (Hrsg.), H.G. Zapotoczky (Hrsg.), Klinische Psychotherapie. Wien 1997, S. 274–283,
- zusammen mit Willi Butollo, Maria Hagl, Humanistische Psychotherapieverfahren. in: H. J. Möller (Hrsg.), G. Laux (Hrsg.), H.-P. Kapfhammer (Hrsg.), Psychiatrie und Psychotherapie, Heidelberg 2002, 2. Aufl. S. 771–797
- Prävention posttraumatischer Störungen im Einsatzwesen, in: Willi Butollo (Hrsg.), Maria Hagl (Hrsg.), Trauma, Selbst und Therapie. Konzepte und Kontroversen in der Psychotraumatologie, Bern 2003, S. 147–161.
- zusammen mit Willi Butollo, Markos Margakos, A. Wentzel, Integration verschiedener therapeutischer Ansätze bei Angststörungen: Verhaltens- und Gestalttherapie, in: C. Mundt (Hrsg.), DGPPN Statuskolloquium, Psychotherapie in der Psychiatrie, Band 3, 1997.

### Zeitschriftenartikel
- Prävention im Einsatzwesen. Forschungsvorhaben zur psychosozialen Belastung von Einsatzkräften, in: Bevölkerungsschutz, 2003, Heft 2, S. 25–27.
- zusammen mit A. Wentzel, Willi Butollo, Entwicklungspsychopathologie und Phänomenologie der Angststörungen. Kongreßvortrag, in: Klinische Psychotherapie-Psychotherapie in der Psychiatrie, Graz, November 1997.
- zusammen mit Willi Butollo, H, Georgi, C. Kelwing, Markos Maragkos, A. Wentzel. Gestalttherapie. in: daz Deutsche Angst Zeitschrift, 1996, Heft 8, S. 12–16.